# フレンチアルプスで起きたこと
『フレンチアルプスで起きたこと』（フレンチアルプスでおきたこと、Turist）は2014年のスウェーデン・デンマーク・フランス・ノルウェー合作のコメディ映画。監督・脚本はリューベン・オストルンド。雪崩から家族より自分の身を守ることを優先した夫トマスとその妻との関係を描いている。英題の「force majeure」はフランス語で、予測できなかった災害から契約した両者が責任を逃れる「不可抗力」という点に由来する。
この映画は上映時から批評家たちに脚本と撮影技術を絶賛され、第50回ゴールデン・ビートル賞で最優秀作品賞を勝ち取り、2014年のベストフィルムにも選ばれた。
日本では2014年10月に開催された第27回東京国際映画祭において『ツーリスト』のタイトルで上映された後、2015年7月4日から『フレンチアルプスで起きたこと』のタイトルで一般公開された。
2020年にはハリウッドで『ダウンヒル』としてリメイクされた。

## ストーリー
ビジネスマンの父トマスと、そのノルウェー人の妻エバ、若い娘のベラ、幼児のハリーからなるスウェーデンから来た家族が、フレンチアルプスの高級ホテルに滞在する。2日目、彼らは人為的に起こされた雪崩を、昼食時のレストランのデッキで目撃する。その雪崩が起こした雪煙の勢いが激しく、雪がデッキに流れ込んでくるように見える。トマスは雪崩を撮影しながら電話をしていたが、パニックになり、エバと子供たちを残して逃げ出す。エバと子供たちは雪煙に包まれるが、煙が収まると、誰も傷ついておらず、テーブルに戻る。
その夜、彼らはエバの友人とその友人が連れてきたアメリカ人と夕食を共にする。エバは雪崩の話を英語で彼らにするが、トマスは絶対にテーブルから走り去っていないと強調する。そしてスウェーデン語で、スキーブーツでは走ることもできないと付け足す。彼らは友人たちの前で言い争い、友人たちは戸惑う。エバは彼が家族を見捨てて雪崩から逃げたことを認めないと怒る。トマスは「彼女は思い違いをしている」と友人たちに話す。
エバはスキーを1人ですることを決める。前日の夜、夕食を共にした友人とエバは一緒にコーヒーを飲みながら、その友人は先日のアメリカ人男性と別れると告白する。エバは、夫と子供がいるにもかかわらず、他の男性と関係を持つ友人の貞操観念に疑問を持つ。友人は、夫が自由に関係を持ってくれて構わないし、夫が最高のセックスができる相手を見つけたなら、それはうれしいと言う。エバはより執拗になり、その友人はアドバイスをすると、食い下がることなく去る。
トマスの友人マッツが若い彼女ファンニと共に高級ホテルにやって来る。彼らはトマスとエバのスイートルームでの夕食に加わる。夕食と何杯ものワインの後、エバは雪崩の話を、マッツとファンニを怖がらせるために詳しく話して聞かせる。トマスとハリーは丸まってゲームをしながら、エバたちの話に聞き耳を立てる。マッツが「エストニア号沈没事故ほど危険ではなかったのだろう」と言うと、エバは「トマスはそれを認めないだろう」と言う。トマスはそれを聞いて、違った見解を持っていることを伝える。するとエバは、トマスの携帯電話を持ってきて、その雪崩の時の動画を見せる。トマスは走り去って行ったことを渋々認めたが、マッツが「トマスが走り去ったのは、後から戻って来て家族を掘り起こすためではなかったか」と言うと、トマスは黙ってしまう。ファンニとマッツが辞去する時、ファンニはマッツもトマスと同じような反応をするだろうということをそれとなく言う。マッツは腹を立て、それ以降の彼らの関係も変わっていく。
トマスとマッツは喋ることもなくスキーのリフトに乗る。滑る時、マッツはトマスにがむしゃらに叫ぶことを提案する。トマスは汚い言葉をアルプスに向かって叫ぶ。その後、トマスはエバに自分のことがとても嫌いだということ、子供相手にズルしてしまうし、不誠実で卑怯だということを告白する。彼は、彼らの子供が親の喧嘩を聞きながら縮こまって泣くかのように、泣く。
滞在最終日、家族はスキーリフトに静かに乗る。エバは深い霧を気にする。トマスは最初に自分が、次に子供たちが、最後にエバが滑るよう言う。エバは深い霧の中で迷子になる。そしてトマスは子供たちを残し、彼女を助けに行く。そのあとすぐ、彼女を抱えて戻ってくる。彼は彼女をおろし、微笑む。
一家と友人らがリゾートを離れる時、山道はとても曲がりくねっていた。エバは、このドライバーの運転は危険だと判断し、バスを降りることを要求する。パニックが起こり、マッツは女性と子供が最初に降りるよう主張する。
皆がバスから降り、歩いて道を進み始める。マッツとファンニは別々に歩く。エバはベラを背負うようマッツに頼む。乗客の１人がトマスにタバコを勧める。トマスは一度は遠慮するが、彼が火を着けた直後に結局はねだる。ハリーはトマスにタバコを吸うのか訊く。トマスは休暇中１度も吸っていなかったのである。トマスは吸うよと答える。

## キャスト
- トマス: ヨハネス・バー・クンケ（スウェーデン語版）
- エバ: リーサ・ローヴェン・コングスリ（ノルウェー語版）
- ベラ: クララ・ヴェッテルグレン
- ハリー: ヴィンセント・ヴェッテルグレン
- マッツ: クリストファー・ヒヴュ
- ファンニ: ファンニ・メテーリウス（スウェーデン語版）
- アメリカ人観光客: ブラディ・コーベット

## 作品の評価
Rotten Tomatoesによれば、批評家の一致した見解は「愉快だが気まずい『フレンチアルプスで起きたこと』は、観ていて辛く、しかし同じくらい無視し難い人間関係のドラマである。」であり、157件の評論のうち高く評価しているのは94%にあたる147件で、平均して10点満点中7.92点を得ている。
Metacriticによれば、37件の評論のうち、高評価は36件、賛否混在は1件、低評価はなく、平均して100点満点中87点を得ている。